# Copa Profesional de Microfútbol
La Superliga Profesional de Microfútbol es un torneo de carácter profesional donde participan 33 equipos. Está 
organizada por la Federación Colombiana de Fútbol de Salón que está afiliada y adscrita a la AMF (Asociación Mundial de Futsal).
El atractivo principal de este torneo, además de las figuras nacionales e internacionales que destacan en el mismo, es el hecho de ser una liga profesional que se juega durante varios meses. La mayoría de las ligas de este deporte en el mundo son semiprofesionales o aficionadas.

## Historia
En Colombia este deporte se desarrolló gracias a Jaime Arroyave, apodado como "El Pantalonudo" o "El Loco", amante del fútbol y dedicado a él. Tomó por suyo el desarrollo del Microfútbol en Colombia tras un viaje a Brasil en los años sesenta, donde observó desde el aire unas canchas de fútbol en tamaño reducido. Desde el año 1966 lo introdujo en el país, le dedicó su vida para extenderlo, hecho que lo logró al llegar a la Federación Colombiana de Fútbol de Salón, la cual preside desde sus inicios el día 8 de noviembre de 1974, fecha de su creación con un total de 26 ligas y 3 comités proliga que hoy en día cuentan con el reconocimiento de los entes del deporte correspondientes y figura en los Juegos Nacionales pese a los ataques de los futbolistas en sus inicios, quienes en toda Colombia tildaban a este deporte como el "antifútbol", llegando a decir inclusive que esta disciplina iba a acabar con el fútbol.
En 1967 el Instituto de los Seguros Sociales en la ciudad de Bogotá le da el impulso definitivo al futsal, al organizar un evento con la participación de 597 equipos, récord inimaginable para la época, que marcó además el comienzo ulterior del Campeonato Interbarrios en la capital del país y que sirvió para que el 20 de agosto de 1973 se creara la primera liga de Colombia, como lo fue la de Bogotá.
Con este despegue, hacia 1983 aparece también el primer Reglamento que se publicó en español con origen en algunos trabajos ya elaborados y de la traducción hecha del portugués por el ingeniero Albano Ariza.
En 1993 se disputó en Bogotá el primer torneo semiprofesional de microfutbol; la Copa Doria/Promasa, que enfrentó a los entonces más estructurados equipos de ese deporte en la capital del país.
Actualmente el fútbol de salón alcanza una gran madurez en sus aspectos de popularidad, afición, sistemas de juego y figuras deportivas. El futsal o fútbol de salón (o microfutbol como es conocido en Colombia) es el deporte nacional de este país. No es el más difundido, pero es el de mayores éxitos internacionales y con toda seguridad es el que más se practica, pues en casi todo los parques hay una cancha para jugarlo y hasta en las calles basta con poner dos piedras, que simulan una portería, para que se pueda disputar un partido.
Termina el siglo con un intento de profesionalización en el departamento de Santander, donde se realizó un torneo de 6 equipos patrocinado por el periódico regional Vanguardia Liberal del cual se realizó 4 ediciones (de 1996 a 1999), dando como atractivo principal la inscripción de un jugador de selección Colombia por equipo dado que en aquel entonces la base del seleccionado era de esta región. Pero fue hasta el año 2009 que se logró convertir del todo y a nivel nacional en deporte profesional aunque 9 años atrás se había logrado el primer título mundial de fútbol de salón (Bolivia 2000), con una generación importante de jugadores que marcaron una era en el futsal colombiano: Giovanny Hernández (considerado en su época el mejor jugador del mundo), Viviano Mena, Engelbert Vergel, Jhon Pinilla (el mejor del mundo en la actualidad), entre otros y dirigidos por el Sr. Manuel Sánchez (expresidente de la Federación Colombiana de Fútbol de Salón y gestor de la profesionalización de este deporte).
Inicialmente eran 16 equipos, pero en el año 2011 se aumentó a 18, logrando que más ciudades tengan sus equipos profesionales, aunque cabe destacar que 3 (Bucaramanga, Bogotá y Bello) tenían cada una 2 equipos por el gran arraigo que existe de este deporte en ellas y de donde sale la base de la Selección Colombia de Microfútbol.
Cabe resaltar que desde el año 2010 se disputa el torneo femenino de manera profesional.
Para el año 2012 se abren dos nuevas plazas en el torneo masculino lo cual eleva el número de participantes a 20, siendo los nuevos inquilinos Barrancabermeja C. F. y Caciques del Quindío de las ciudades de Barrancabermeja (Santander) y Calarcá (Quindío) respectivamente.
En el año 2013 participan 19 equipos desapareciendo el Club Tiburones FSC de Barranquilla por problemas económicos. En la temporada 2014 queda con 18 equipos por la desaparición del equipo que fuera el primer Campeón del torneo profesional en el año 2009 y uno de los protagonistas cada año por sus contrataciones y los partidos vibrantes que ofrecían sus jugadores: el Bucaramanga FSC del departamento de Santander; su ficha es tomada por el equipo del mismo departamento Piedecuesta FS. Además el equipo Milagroso Buga toma su año sabático otorgado por el reglamento.
En 2015 el campeón del año anterior: Saeta FSC, no participa del torneo para integrarse al torneo profesional de fútbol sala, organizado por la Federación Colombiana de Fútbol; su ficha es tomada por el equipo Llaneros de Tauramena y el equipo Atlético Villavicencio toma su año sabático, entrando en su lugar el Club Faraones de Pitalito. 
En 2016 se produce la mayor expansión en la historia del torneo al inscribirse 24 equipos, la mayoría, de municipios pequeños del país y por primera vez en la historia del campeonato, se juegan dos (2) torneos en un mismo año. En 2017, pese a la partida de Leones de Nariño y de varios talentos del microfútbol a la Liga de Futsal FIFA, se mantiene el cupo de equipos con 24 participantes.
En 2020 debido a la pandemia de COVID-19, que ha afectado de manera notable el calendario mundial y nacional de todas las disciplinas deportivas, incluyendo el microfútbol, se determinó realizar un torneo de un mes con 33 equipos divididos en 4 grupos, donde cada grupo jugará a partido único en cancha neutral sin espectadores en las tribunas, como medida de prevención impuesta por el gobierno colombiano para evitar la propagación del SARS-CoV-2, virus causante del COVID-19. Posteriormente, los dos mejores de cada grupo jugarán la fase de cuartos de final también a partido único en cancha neutral, divididos en dos grupos de 4 equipos cada uno. Luego, los dos mejores de cada grupo jugarán en llaves cruzadas (primero contra segundo), donde los dos ganadores disputarán la gran final para definir al ganador del torneo. En ambas fases (semifinal y final), al igual que en el resto del torneo, se disputarán un solo partido en cancha neutral. El torneo, llamado Superliga BetPlay de Microfútbol, se disputó entre el 14 de noviembre y el 6 de diciembre de 2020.
En 2021 se presentó el primer cisma del microfutbol Colombiano por la creación de una nueva liga disidente Superliga de Microfutbol encabezada por algunos de los clubes tradicionales del torneo, mientras que otra parte se mantuvo en la Copa Profesional por ello en la temporada hubo dos campeones de ligas diferentes.

## Sistema de Juego
La Primera Fase consiste  en dos grupos (A y B) definidos por sorteo, se juegan partidos de ida y vuelta todos contra todos y en cada fecha hay un partido intergrupo (1 equipo del Grupo A contra 1 equipo del Grupo B) hasta completar 18 jornadas. Clasifican los 2 mejores de cada grupo y los 4 siguientes mejores en la reclasificacion general.
Después se arman las llaves para disputar encuentros de ida y vuelta y los vencedores de cada llave llegan a la ronda semifinal y estos se enfrentan igualmente entre sí a partidos de ida y vuelta y los dos mejores van a la gran final de la misma manera (partidos de ida y vuelta) para definir al Gran Campeón del torneo. A partir del torneo 2013 el campeón representa a Colombia en la Copa de las Américas de fútbol de salón y el subcampeón lo acompaña desde el torneo 2014.
Aunque puede variar por diversas razones, su duración es de 6 meses y comienza en mayo y la Final se disputa en noviembre. En el año 2016 sufre un cambio en su formato, ya que se juegan dos (2) torneos en el mismo año, cada uno con tres (3) meses de duración.
Hay que destacar también que el reglamento del torneo permite la no participación por 1 año de los equipos profesionales en cuyo caso quedan sustituidos por otro equipo que manifieste su deseo de participar, como fue el caso en el año 2010, donde Cuervos de Manizales se retiró después de haber sido finalista en la Primera Versión del torneo y regresa en el 2012 aunque con nuevo nombre: Real Caldas FS, mientras que Independiente Santander y Saeta FSC no participaron en la versión 2012 del torneo después de sendas actuaciones destacadas en los años anteriores siendo sustituidos  de manera transitoria por los equipos Barrancabermeja Ciudad Futuro y Bogotá-Chocolates Felicci, respectivamente.
En 2018, se dividieron los 24 equipos participantes en 4 grupos de 6 equipos, clasificando los 2 mejores de cada grupo a la siguiente ronda.

## Transmisión
El horario y partido a transmitir por televisión se define la semana previa a cada jornada. El canal regional Telecafé, de la operadora estatal RTVC, es el medio de difusión autorizado para la transmisión por televisión de los partidos de Caciques del Quindío.
La hora de cada encuentro corresponde al huso horario que rige a Colombia (UTC-5).

## Equipos participantes
[actualizar]
| Equipo                   | Departamento    | Ciudad                | Coliseo                           | Aforo |
| ------------------------ | --------------- | --------------------- | --------------------------------- | ----- |
| Club Atlético Tiburón    | Atlántico       | Barranquilla          | Coliseo Sugar Baby Rojas          | -     |
| Belcor Cundinamarca      | Cundinamarca    | Funza                 | Coliseo Municipal                 | -     |
| Bolívar Sí Avanza FSC    | Bolívar         | Cartagena de Indias   | Coliseo Northon Madrid            | -     |
| Caciques del Quindío     | Quindío         | Calarcá               | Coliseo del Sur                   | 5 000 |
| Club Faraones Pitalito   | Huila           | Pitalito              | Coliseo Cubierto Municipal        | -     |
| Club Palmira Futsalón    | Valle del Cauca | Palmira               | Coliseo Cubierto Ramón E. Mazuera | -     |
| Club Tundama FSC         | Boyacá          | Duitama               | Coliseo Mayor                     | -     |
| Sureños de Florencia     | Caquetá         | Florencia             | Coliseo Municipal                 | -     |
| Lifutsalón Huila         | Huila           | Neiva                 | Coliseo Álvaro Sánchez Silva      | -     |
| Milagroso Buga FSC       | Valle del Cauca | Guadalajara de Buga   | Coliseo Luis Ignacio Álvarez      | -     |
| Nariño FS                | Nariño          | Pasto                 | Coliseo Sergio Antonio Ruano      | -     |
| Cimitarra FS             | Santander       | Cimitarra             | Coliseo Municipal                 | -     |
| Pereira FS               | Risaralda       | Pereira               | Coliseo Mayor                     | -     |
| Real Caldas FS           | Caldas          | Manizales             | Coliseo Ramón Marín Vargas        | -     |
| Atlético Villavicencio   | Meta            | Villavicencio         | Coliseo Álvaro Mesa Amaya         | -     |
| Real Valledupar Futsalón | Cesar           | Valledupar            | Coliseo Julio Monsalvo            | -     |
| Sabana Cundinamarca CFS  | Cundinamarca    | Cogua                 | Coliseo Municipal                 | -     |
| CD Unión Santafereña     | Antioquia       | Santa Fe de Antioquia | Coliseo De Los Llanos             | -     |
| Tuluá FS                 | Valle del Cauca | Tuluá                 | Coliseo Benicio Echeverry         | -     |

### Equipos desafiliados
| Equipo                   | Ciudad     | Departamento | Egreso | Nota                                                                       |
| ------------------------ | ---------- | ------------ | ------ | -------------------------------------------------------------------------- |
| Ángeles de Bogotá        | Bogotá     | Bogotá       | 2021   | El club desertó de la liga para participar en la Superliga de Microfútbol. |
| Caporos de Sinú          | Cereté     | Córdoba      | 2021   | El club desertó de la liga para participar en la Superliga de Microfútbol. |
| Guerreros Pijaos         | El Espinal | Tolima       | 2021   | El club desertó de la liga para participar en la Superliga de Microfútbol. |
| La Noria FSC             | Fusagasugá | Cundinamarca | 2021   | El club desertó de la liga para participar en la Superliga de Microfútbol. |
| Visionarios de Sincelejo | Sincelejo  | Sucre        | 2021   | El club desertó de la liga para participar en la Superliga de Microfútbol. |

| Cundinamarca    | 2 | Belcor Cundinamarca Sabana Cundinamarca CFS |
| Valle del Cauca | 3 | Club Palmira, Milagrosos Buga FSC, Tuluá FS |
| Huila           | 2 | Faraones de Pitalito, Lifutsalón Opita      |
| Caldas          | 1 | Real Caldas FS                              |
| Antioquia       | 1 | CD Unión Santafereña                        |
| Bogotá          | - |                                             |
| Bolívar         | 1 | Bolívar sí Avanza FS                        |
| Boyacá          | 1 | Club Tundama                                |
| Cesar           | 1 | Real Valledupar Futsalon                    |
| Córdoba         | - |                                             |
| Nariño          | 1 | Nariño FS                                   |
| Atlántico       | 1 | Club Atlético Tiburón                       |
| Quindío         | 1 | Caciques del Quindío                        |
| Risaralda       | 1 | Pereira FS                                  |
| Santander       | 1 | Cimitarra FS                                |
| Tolima          | - |                                             |
| Sucre           | - |                                             |
| Meta            | 1 | Atlético Villavicencio                      |
| Caquetá         | 1 | Sureños de Florencia                        |

## Campeones
| Año     | Campeón                  | Subcampeón               |
| ------- | ------------------------ | ------------------------ |
| 2009    | Bucaramanga FSC          | Cuervos Caldas           |
| 2010    | Bello Innovar            | Bucaramanga FSC          |
| 2011    | Bello Innovar            | Saeta FSC                |
| 2012    | P&Z Bogotá               | Caciques del Quindío     |
| 2013    | Barrancabermeja CF       | Leones de Nariño         |
| 2014    | Saeta Bogotá             | Independiente Santander  |
| 2015    | Bello Innovar            | P&Z Bogotá               |
| 2016-I  | TAZ Santander            | Real Caldas FS           |
| 2016-II | TAZ Santander            | Milagroso Buga           |
| 2017    | Visionarios de Sincelejo | Caciques del Quindío     |
| 2018    | Caciques del Quindío     | Ángeles de Bogotá        |
| 2019    | Caciques del Quindío     | Visionarios de Sincelejo |
| 2020    | Visionarios de Sincelejo | Real Valledupar Futsalón |
| 2021    | Caciques del Quindío     | Faraones de Pitalito     |
| 2022    | Milagroso Buga           | Tullis Vista Hermosa     |
| 2023    | Caciques del Quindío     | Faraones de Pitalito     |
| 2024    | Caciques del Quindío     | Tolima SyS Café          |
| 2025    | Por definirse            | Por definirse            |

## Palmarés

### Títulos por equipo
| Equipo                   | Campeón                          | Subcampeón     |
| ------------------------ | -------------------------------- | -------------- |
| Caciques del Quindío     | 5 (2018, 2019, 2021, 2023, 2024) | 2 (2012, 2017) |
| Bello Innovar            | 3 (2010, 2011, 2015)             |                |
| Visionarios de Sincelejo | 2 (2017, 2020)                   | 1 (2019)       |
| TAZ Santander            | 2 (2016-I, 2016-II)              |                |
| Bucaramanga FSC          | 1 (2009)                         | 1 (2010)       |
| P&Z Bogotá               | 1 (2012)                         | 1 (2015)       |
| Saeta Bogotá             | 1 (2014)                         | 1 (2011)       |
| Milagroso de Buga        | 1 (2022)                         | 1 (2016-II)    |
| Barrancabermeja CF       | 1 (2013)                         |                |
| Faraones de Pitalito     |                                  | 2 (2021, 2023) |
| Cuervos Caldas           |                                  | 1 (2009)       |
| Leones de Nariño         |                                  | 1 (2013)       |
| Independiente Santander  |                                  | 1 (2014)       |
| Real Caldas FS           |                                  | 1 (2016-I)     |
| Ángeles de Bogotá        |                                  | 1 (2018)       |
| Real Valledupar Futsalón |                                  | 1 (2020)       |
| Tullis Vista Hermosa     |                                  | 1 (2022)       |
| Tolima SyS Café          |                                  | 1 (2024)       |

### Títulos por departamento
| Equipo          | Campeón                          | Subcampeón           |
| --------------- | -------------------------------- | -------------------- |
| Quindío         | 5 (2018, 2019, 2021, 2023, 2024) | 2 (2012, 2017)       |
| Santander       | 4 (2009, 2013, 2016-I, 2016-II)  | 2 (2010, 2014)       |
| Antioquia       | 3 (2010, 2011, 2015)             |                      |
| Bogotá          | 2 (2012, 2014)                   | 3 (2011, 2015, 2018) |
| Sucre           | 2 (2017, 2020)                   | 1 (2019)             |
| Valle del Cauca | 1 (2022)                         | 1 (2016-II)          |
| Caldas          |                                  | 2 (2009, 2016-I)     |
| Huila           |                                  | 2 (2021, 2023)       |
| Nariño          |                                  | 1 (2013)             |
| Cesar           |                                  | 1 (2020)             |
| Risaralda       |                                  | 1 (2022)             |
| Tolima          |                                  | 1 (2024)             |